# Bataille de Monte de las Cruces
Guerre d'indépendance du Mexique
La bataille de Monte de las Cruces est un affrontement militaire survenu à Monte de las Cruces, près de Toluca, dans la ville de Ocoyoacac, État de Mexico, le 30 octobre 1810 entre les forces insurgées fidèles à Ferdinand VII dirigées par les créoles Miguel Hidalgo et Ignacio Allende, et les forces fidèles à la couronne espagnole aux mains des Français qui ont installé Joseph Bonaparte commandées par le colonel Torcuato Trujillo.
Après la prise de l'Alhóndiga de Granaditas le 28 septembre, les Insurgés se dirigèrent vers Valladolid et s'emparèrent de Toluca, le 25 octobre. Le vice-roi de la Nouvelle-Espagne, Francisco Javier Venegas, ordonna au général Trujillo, qui jouissait d'un grand prestige après sa participation à la bataille de Bailén, de prendre en charge les quelques garnisons espagnoles de la capitale et d'affronter les forces insurgées. Au matin du 30 octobre, ils arrivèrent près de la capitale dans un endroit appelé Monte de las Cruces.
Les partisans de Joseph Bonaparte y furent défaits par plus de 80 000 insurgés qui prirent une grande partie de l'armement espagnol et furent sur le point de s'emparer de Mexico. Pour une raison inconnue cependant, Hidalgo décida de ne pas entrer dans la capitale et de se retirer dans le Bajío. C'est dans cette région que Félix María Calleja infligea la première défaite des insurgés à la bataille d'Aculco le 7 novembre, ce qui entraîna la séparation de Hidalgo et Allende puisque les chefs insurgés prirent deux routes différentes; le premier marcha vers Valladolid, le second vers Guanajuato.

## Contexte

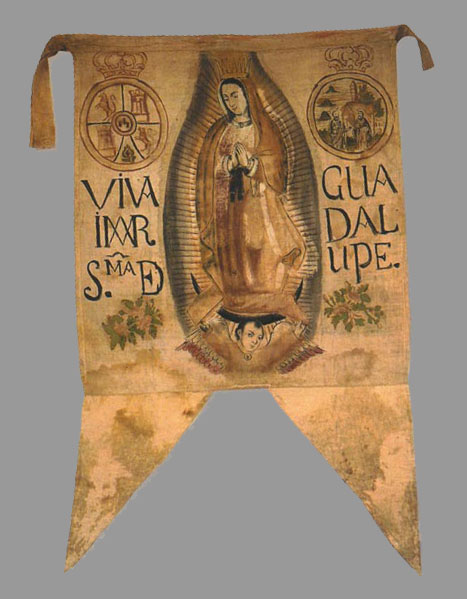
Bannière de la première armée insurgée à l'image de Notre-Dame de Guadalupe, sainte patronne de Mexico.

La situation politique de l'Espagne envahie par Napoléon Bonaparte en 1808 entraîna une série de conflits au Mexique et dans d'autres pays d'Amérique latine dans le cadre des guerres d'indépendance en Amérique du Sud. La vice-royauté de la Nouvelle-Espagne connu la crise politique du Mexique en 1808, exacerbée par la conspiration de Valladolid (es) et la conspiration de Querétaro (es) en 1809 et 1810 respectivement. Le 15 septembre, Miguel Hidalgo y Costilla, le prêtre du village mexicain Dolores, État de Guanajuato, lança le Grito de Dolores qui marque officiellement le début de la guerre d'indépendance du Mexique. Le 28 septembre, il arriva à Guanajuato après une violente bataille qui fit de nombreuses victimes des deux côtés. Sans aucune résistance, le généralissime Hidalgo prit Valladolid le 17 octobre, d'où il se prépara à entrer dans Toluca puis à s'emparer de la capitale. C'est dans ce contexte qu'eut lieu la bataille de Monte de las Cruces que beaucoup d'historiens considèrent comme le premier affrontement militaire formel des insurgés, à l'opposé du précédent, la prise de l'Alhóndiga de Granaditas, considérée plus comme une mutinerie qu'une bataille.

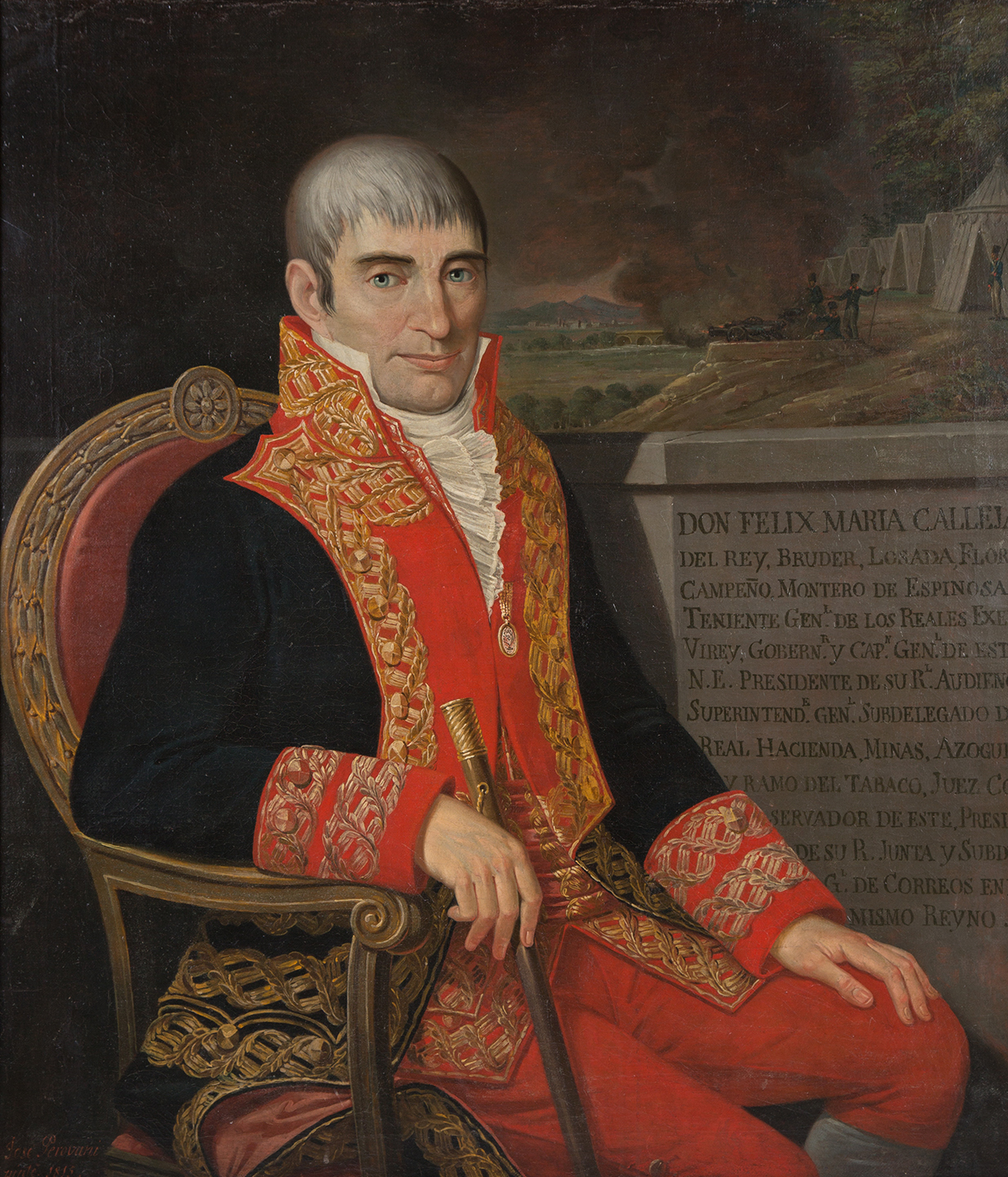
Félix María Calleja.

Alors que Venegas tentait d'organiser les troupes dans la capitale, Félix María Calleja del Rey, commandant général de San Luis Potosí, sortit avec 600 fantassins, 2 000 chevaux et quatre pièces d'artillerie et rencontra à Querétaro Manuel de Flon, l'intendant de Puebla. L'armée royaliste à présent unifiée, forte de 2 000 fantassins, 7 000 chevaux et 12 pièces d'artillerie, se mit en marche pour assiéger les insurgés à Valladolid mais ayant entendu dire que San Juan del Rio était attaquée par les guérilleros de Villagrana, scinda la tête de colonne qui se dirigeait vers la place espagnole.
Venegas, qui avait dégarni la capitale, envoya une grande partie de sa garnison à la division de Manuel de Flon à Querétaro où put se constituer une division unifiée de 2 000 hommes sous le commandement du jeune Torcuato Trujillo, récemment promu colonel. Celui-ci reçut l'ordre de se retrancher à Toluca afin de résister à l'avance des insurgés et d'éviter à tout prix qu'ils entrent dans la vallée de Mexico. Cette force se composait des corps d'infanterie du régiment de Tres villas et de la cavalerie du Regimiento de Dragones de España (régiment de dragons d'Espagne) sans artillerie, avec à leur tête le maire José Mendívil et les capitaines Antonio Bringas et le futur Augustin Ier du Mexique les subalternes de Trujillo. Dans la capitale ne restaient que le Regimiento Urbano de Comercio et le Regimiento de Patriotas Distinguidos de Fernando VII, deux corps qui ne prirent jamais part aux combats pendant la campagne.

## L'avancée des insurgés
Après avoir échoué dans sa tentative d'arrêter les insurgés à Ixtlahuaca, Trujillo et sa division se retirèrent à Toluca dans l'attente d'une éventuelle attaque par les forces d'Hidalgo.
Trujillo qui fit une sortie le 28 octobre pour reconnaître la voie du nord, rencontra un fort détachement situé à la tête du pont de San Barnabé sur le Río Lerma et fut laminé par la division de José Mariano Jiménez (es), qui avançait à vive allure vers Toluca.
Affaibli et sans rien connaître des forces de l’ennemi qu'il devait affronter, le colonel Trujillo quitta Toluca pour se rendre au village de Lerma qu'il fortifia en creusant des tranchées sur la route qui menait à Toluca et contrôlant ainsi l'accès à Mexico.
Le 29 octobre, un prêtre avertit les insurgés qu'ils pouvaient passer au sud par le pont d'Atengo (es), ouvrant ainsi la voie entre Santiago Tianguistengo et Cuajimalpa de Morelos, coupant par les collines entourant la retraite des royalistes et arrivant par surprise sur la capitale.
Alarmé par cette information, Trujillo envoya un détachement à Tianguistengo au sud de Lerma avec ordre de détruire le pont. Mais une puissante division commandée par Mariano Jiménez avait déjà franchi le pont, interrompant l'avance des espagnols et se dirigeant vers Cuajimalpa, après la Sierra de Toluca au milieu de la vallée de Mexico.
Pendant ce temps, le gros des troupes d'Hidalgo attira l'attention de Trujillo sur la route de Toluca. Connaissant mieux la force réelle des insurgés, le colonel espagnol comprit alors aussi leurs faiblesses. Laissant derrière lui des détachements échelonnés, il partit à la fin de la journée pour prendre position à Monte de Las Cruces où Ignacio Allende et ses régiments de cavalerie arrivèrent une demi-heure plus tard.

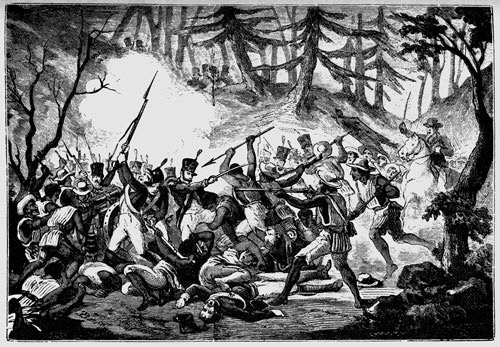
Bataille de Monte de las Cruces

Trujillo exécute rapidement ce mouvement qui est en fait une retraite, presque une fuite, laissant le commandement du régiment de Tres Villas au colonel José Mendibil. Celui-ci effectue une retraite rapide et discrète vers la colonne espagnole engagée dans la forêt, semant par un feu nourri le désordre dans le camp des insurgés.
Durant la nuit du 29 octobre, les deux armées campèrent l'une en face de l'autre. Le colonel Trujillo avait choisi pour les forces espagnoles une position intenable sur le fond sauvage et rocailleux d'un étroit plateau dont les flancs étaient dominés par différentes hauteurs couvertes de cèdres, de pins et autres arbres.
Au matin, Trujillo reçut un message du vice-roi Venegas :

« Trois cents ans de victoires et de conquêtes des armes espagnoles dans ces régions nous contemplent ... La victoire ou la mort est notre devise. Si vous devez payer ce prix à présent, vous goûterez quelques heures avant moi la gloire d'avoir péri dans un désastre si honorable : je ne peux pas survivre à cette bassesse d'être battu par des gens si vils et si hypocrites »

— Francisco Xavier Venegas de Saavedra, vice-roi de la Nouvelle Espagne
Le plan de bataille d'Allende avait été conçu pour mettre en œuvre toutes les forces disponibles et il était facile, comme cela fut fait en partie, d'agir assez vite pour surprendre et encercler l'ennemi. Mariano Jiménez devait continuer son mouvement sur le flanc, enveloppant l'ennemi sur la gauche et bloquant ainsi la retraite de Cuajimalpa, tandis qu'Allende le poursuivait depuis l'avant, sans oublier d'attirer faussement son attention au nord. Ce plan fut très imparfaitement exécuté mais ce fut suffisant pour gagner la bataille.

## La bataille
Dans la matinée du 30 octobre 1810 une division avancée sous le commandement de Mariano Abasolo envoie une avant-garde contre les partisans de Joseph Bonaparte afin de reconnaître la force de résistance de l'ennemi. Les insurgés soutiennent trois ripostes de la part des royalistes mais finissent par céder et retournent sur leurs positions de départ. Il était huit heures et demie.
À ce moment, le colonel Torcuato Trujillo reçoit une aide bienvenue. Le vice-roi Venegas, conscient de leur situation désespérée à Cuajimalpa (es) leur envoie en renfort deux pièces d'artillerie de 4 livres servies par des marins sous le commandement du lieutenant d'artillerie marine Juan Bautista de Ustoris, cinquante cavaliers de la propriété d'un riche Espagnol, Gabriel de Yermo (es) et trois cent trente mulâtres bien armés. Cet appoint de forces est d'un grand secours aux chefs insurgés et à leurs hôtes qui ne peuvent soutenir sans artillerie d'autres attaques de la part des insurgés ni ne peuvent prendre l'offensive sous peine d'être très rapidement défaits.
Pour sa part, le général Ignacio Allende forme ses troupes au combat. Sur la gauche, il place les cinq meilleures compagnies du Régiment de Celaya, le Régiment provincial de Valladolid et le bataillon de volontaires de Guanajuato. Sur la droite se trouvent le régiment de la Reine et les dragons de Pátzcuaro, au centre, les chinacos les plus courageux et les mieux équipés, les éleveurs et les cavaliers qui ont délaissé leurs fermes pour lutter pour l'indépendance. À l'arrière, le redoutable Régiment du Prince ainsi que trois escadrons de chasseurs et de cordiers à cheval en tant que réserve forte et pour stimuler l'attaque.
Miguel Hidalgo et Ignacio Allende se répartissent le commandement des réserves avec Juan Aldama commandant la cavalerie sur la droite, le colonel Narciso Maria de La Canal l'infanterie sur la gauche et Mariano Abasolo pour commander l'avant.
En face, Trujillo, fort de deux pièces d'artillerie et de quatre cents hommes en renfort, dissimule ses canons dans les broussailles de la forêt. La colonne insurgée lance une charge d'avant garde contre les fusils et l'artillerie espagnole. L'armée fidèle à Ferdinand VII s'arrête un moment mais avance progressivement vers les tranchées royalistes, donnant les forces de José Mendivil et le régiment de Tres Villas puis ordonnant un combat à la baïonnette.
Les Espagnols agitent soudain un drapeau. À l'extrême gauche, en haut de quelques collines, se tient Mariano Jiménez (es), le général insurgé à la tête de trois mille indigènes et un canon, dominant complètement le camp espagnol et les réserves de Trujillo.
Le colonel espagnol change alors l'ordre de bataille. Il laisse à gauche le capitaine Antonio Bringas avec les cavaliers de Yermo et deux compagnies du régiment de Tres Villas. À droite, les compagnies restantes du même corps commandées par le lieutenant Agustín de Iturbide et au centre, la milice mulâtre et les dragons à pied du Régiment Espagne, commandés par José Mendivil.
À ce moment, la bataille devint générale sur tout le front. Trujillo essaie en vain de contenir la division de Jimenez avec ses réserves mais perd un de ses canons et voit le lieutenant Usteris blessé par un éclat de grenade.
Toutefois, un groupe de chinacos (es) armés de cordes se fraie un passage au milieu des dragons espagnols, atteint l'autre canon qui continuait à tirer sur les insurgés, s'en empare et le rapporte au camp des rebelles où il est immédiatement retourné contre les Espagnols.
En vain Agustín de Iturbide se lance-t-il à la tête d'un peloton contre le régiment de Tres Villas afin de récupérer le canon capturé, il est immédiatement arrêté par les soldats de Valladolid qui engagent un combat au couteau.
Une demi-heure plus tard, le reste de la division de Trujillo s'enfuit par le Monte de las Cruces, poursuivi de près par la cavalerie des insurgés. La défaite espagnole est complète. Torcuato Trujillo traverse les dragons ennemis accompagné d'Iturbide et de cinquante grenadiers et arrive à Cuajimalpa où il se renforce mais doit quitter précipitamment pour Santa Fe où s’achève la poursuite de la cavalerie insurgée.

## Événements ultérieurs

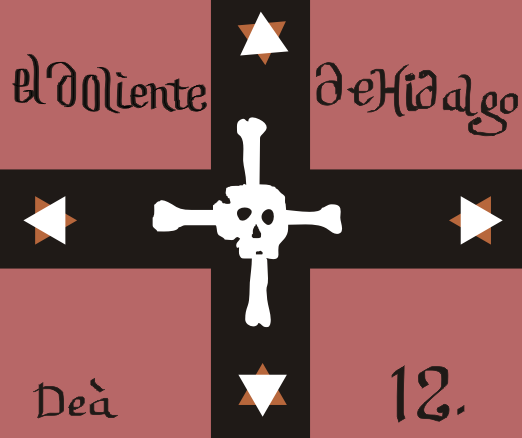
Drapeau insurgé d'un détachement d'artillerie qui indique le calibre des pièces, de 12 livres.

Les insurgés étaient impatients d'entrer dans la ville de Mexico décrite par Alexander von Humboldt comme « la ville des palais » mais Hidalgo décida le 11 novembre d'envoyer Mariano Abasolo (es) et Allende comme émissaires pour négocier avec Venegas la reddition pacifique de la ville aux troupes insurgées. Le vice-roi, loin d'accepter un accord, fit presque tirer sur les concessionnaires, n'était l'intervention de l'archevêque de Mexico et de l'ancien vice-roi, Francisco Javier de Lizana y Beaumont. Dans la nuit du 3 novembre, Hidalgo ordonna alors à l'armée insurrectionnelle de s'écarter de la capitale pour se rendre dans la région d'El Bajio, où le 7 novembre Calleja les rejoignit à San Jeronimo Aculco où ils furent vaincus à la bataille d'Aculco. Après la défaite un fossé s'ouvrit entre Hidalgo et Allende, comme le prêtre de Dolores décida de se retirer à Valladolid, accentuant ainsi les différences et la distance avec Allende qui tenta même de s'empoisonner.

## Sources
- Casasola, Gustavo: Seis siglos de historia gráfica de México, tomo 12, México, Editorial Trillas, 1976.
- Esquivel Milan, Gloria — en collaboration avec Enrique Figueroa Alfonso —: Historia de México, Oxford, Editorial Harla, 1996.  (ISBN 970-613-092-6)
- Fuentes Mares, José: Historia Ilustrada de México, de Hernán Cortés a Miguel de la Madrid. Tomo II, México, Editorial Océano, 1984.  (ISBN 968-491-047-9)
- Meyer, Jean: Hidalgo, dans la série La antorcha encendida, México, Editorial Clío, 1996.  (ISBN 968-6932-42-9)
- Moreno, Salvador — en collaboration avec Amalia Silva —: Historia de México, México, Ediciones Pedagógicas, 1995.  (ISBN 968-417-230-3)
- Rosas, Alejandro: Mitos de la historia mexicana. De Hidalgo a Zedillo, México, Editorial Planeta, 2006.  (ISBN 970-37-0555-3)
- Trevino, Héctor Jaime: Historia de México, Monterrey, Ediciones Castillo, 1997.  (ISBN 970-20-0019-X)
- Vasconcelos, José: Breve historia de México, México, Editorial Trillas — collection Linterna mágica —, 1998.  (ISBN 968-24-4924-3)
- Villalpando, José Manuel — en collaboration avec Alejandro Rosas —: Los Presidentes de México, México, Editorial Planeta, 2001.  (ISBN 978-970-690-507-9)
- — Miguel Hidalgo, dans la série Grandes protagonistas de la historia mexicana. México, Editorial Planeta DªAgostini, 2002.  (ISBN 970-726-050-5)
- Zarate, Julio: México a través de los siglos, México, Editorial Cumbre, 1981.